# Željko Grahovac
Željko Grahovac (Zenica, 10. jul 1955 — 15. februar 2023) bio je srpski i bosanskohercegovački književnik, pjesnik, književni kritičar i profesor.

## Biografija
Završio je osnovnu i srednju školu u rodnom gradu i 1979. godine diplomirao na katedri za filozofiju i sociologiju Filozofskog fakulteta UNSA. Prve radove objavio je za Dijalog (1980, 1981, 1982). Od 1988. godine bio je član Udruženja književnika BiH, a od 1998. član Društva pisaca u BiH. Bio je urednik izdavačke sekcije u SPKD „Prosvjeta” u Sarajevu, kao i glavni i odgovorni urednik časopisa Život (2003—2007), te urednik Bosanske vile (2009—2011; u redakciji 1999—2003). Radio je u Opštoj biblioteci u Zenici. Dobitnik je nagrade za najbolju knjigu objavljenu u Ze-do kantonu u 2008. godini. Bio je zainteresovan za fiziku.

## Objavljena djela
Poezija
- SVETO RASTROJSTVO, poezija, V. Masleša, Sarajevo, 1986.[1][2][4]
- KAMEN KRCAT JE SUNCIMA, poezija, pilot izdanje autora, 1997.
- BOL, BOJA BOŽJE MILOSTI, poezija, Zalihica, Sarajevo, 2008.
- DVA LICA JEDNINE, poezija, Planjax komerc, Tešanj, 2018.[2][4]
- ZAREZ, SAM, poezija, Gradska biblioteka Zenica, Zenica, 2019.[2][4]
- AMFORA U SNIJEGU, poezija, ShuraPublikacije, Opatija, 2022.[2]

Eseji
- ANĐELKO VULETIĆ, PJESNIK ŽEĐI I PORUGE, monografska književno-kritička studija, Grafeks, Mostar, 1998.
- SRICANJE I NICANJE, eseji i kritike, Sarajevo pablišing, Sarajevo, 1999.
- STANIŠTA I PROMINUĆA SVJETLOSTI, monografska književnokritička studija o Vitomiru Lukiću, HKD Napredak, Sarajevo, 2000.[4]

Antologije
- DAHOM I SLUHOM KROZ HRVATSKU POEZIJU 20. STOLJEĆA, HKD Napredak, Travnik, 1996.
- PONESTAJE PROSTORA, panorama novijeg bh. pjesništva, Delta, Bihać, 2000.[4]
- DAHOM I SLUHOM KROZ HRVATSKU POEZIJU 20. STOLJEĆA, drugo prošireno izdanje, CKO Tešanj, Dom štampe, Zenica, 2000.
- ZMANJKUJE PROSTORA, panorama novejše bosanskohercegovske poezije, Založba Pivec, Maribor, Slovenija, 2009. (integralni prevod na slovenački)

## Spoljašnje veze
- : „Preminuo zenički profesor, književnik i pjesnik Željko Grahovac” (16. 2. 2023. g.), sajt Federalne novinske agencije /Arhivirano 2023-02-23 na sajtu / (jezik: bošnjački)
- „Željko Grahovac "Ovdje nisam" ” na sajtu  /Arhivirano 2023-02-23 na sajtu / — in memoriam video: Ž. Grahovac čita pjesmu iz zbirke poezije Ovdje nisam J. Borovčevića